# Moho Tani

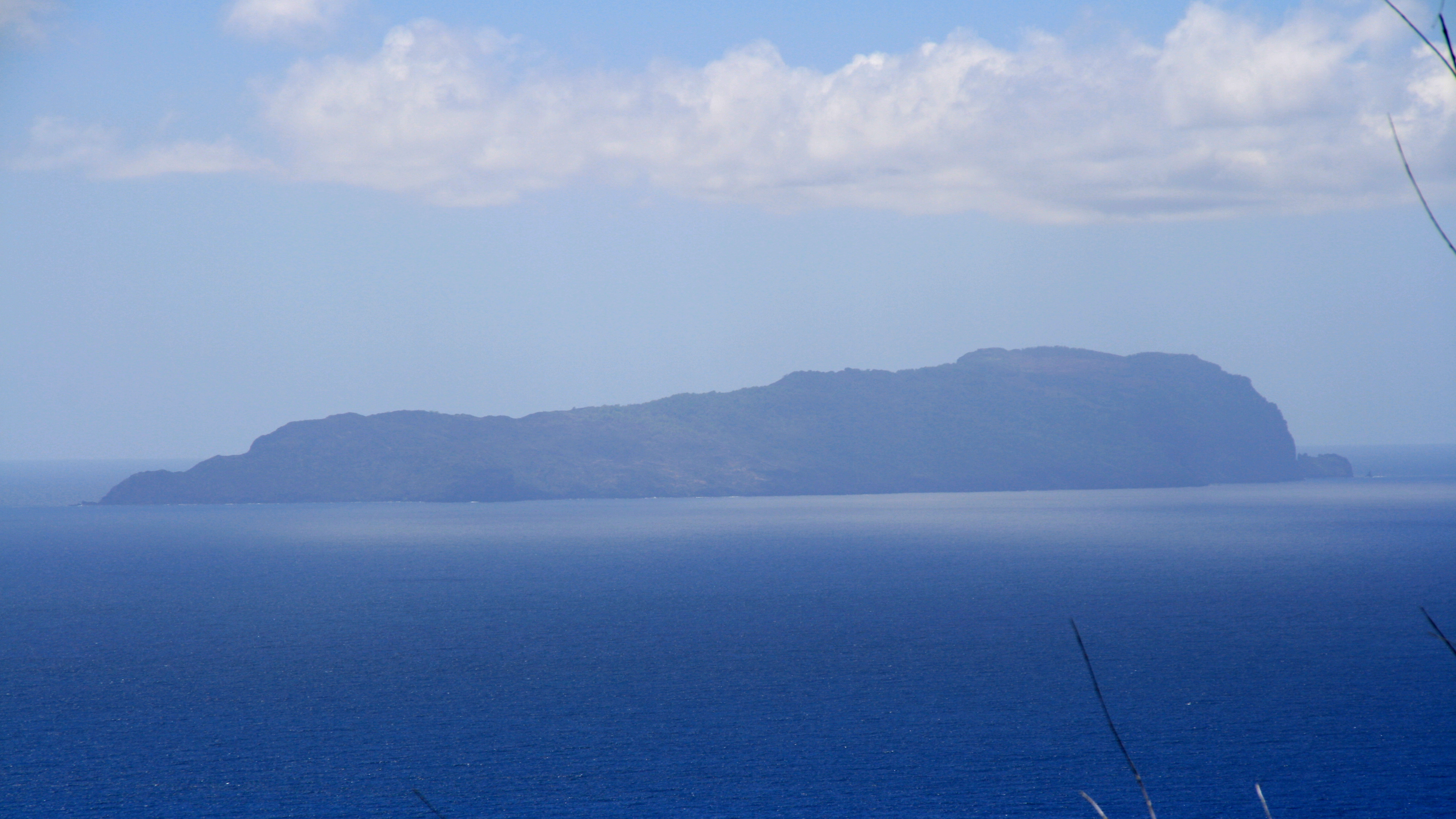
Widok Moho Tani z wyspy Hiva Oa

Moho Tani (także Mohotani i Motane) – niezamieszkana wyspa w Polinezji Francuskiej, w archipelagu Markizów. Jej powierzchnia wynosi 15 km². W jej pobliżu leży wysepka Terihi, która wraz z Moho Tani są częścią rezerwat przyrody Motane.